# Centrum Szkolenia Radioelektronicznego
Centrum Szkolenia Radioelektronicznego (CSR) – ośrodek szkolenia żołnierzy zawodowych oraz kandydatów na żołnierzy zawodowych dla potrzeb Wojsk Radiotechnicznych. 

## Historia
Centrum Szkolenia Radioelektronicznego powstało 1 września 1994 roku w Jeleniej Górze na bazie Wyższej Oficerskiej Szkoły Radiotechnicznej. Zadaniem Centrum było przygotowanie wojskowych specjalistów radioelektronicznych i radiotechnicznych dla wszystkich rodzajów wojsk, głównie dla Wojsk Lotniczych i Obrony Powietrznej. 
13 maja 1995 roku dowódca WLOP generał dywizji pilot Jerzy Gotowała, w imieniu Prezydenta RP, wręczył szkole sztandar ufundowany przez Radę Miejską Jeleniej Góry. W 1997 roku odbyła się ostatnia promocja absolwentów Wyższej Oficerskiej Szkoły Radiotechnicznej. 31 grudnia 2003 roku rozkazem Nr Pf 115 dowódcy WLOP z dnia 30 sierpnia 2002 roku Centrum Szkolenia Radioelektronicznego zostało rozformowane.

## Tradycje Centrum
20 marca 1996 roku Minister Obrony Narodowej nadał Centrum Szkolenia Radioelektronicznego prawo dziedziczenia tradycji:
- Oficerskiej Szkoły Radiotechnicznej Obrony Przeciwlotniczej Obszaru Kraju (1952-1969);
- Wyższej Oficerskiej Szkoły Radiotechnicznej (1969-1994);

oraz ustanowił dzień 14 maja świętem szkoły.

## Struktura Centrum
- Komenda i sztab
- Cykl Radiolokacji;
- Cykl Zautomatyzowanych Systemów Dowodzenia;
- Cykl Ubezpieczenia Lotów;
- Cykl Rozpoznania i Walki Radioelektronicznej;
- Cykl Elektro-radiotechniczny;
- Cykl Taktyki;
- Cykl Przedmiotów Humanistycznych;
- Cykl Szkolenia Fizycznego;
- Pion Szkolenia:
  - Lektorat Języków Obcych;
  - Zespół Badań Metodyki Nauczania;
  - Zespół Informatyki;
  - Biblioteka Fachowa;
  - Wydział Wydawniczy;
  - Warsztaty Szkolne;
- Pion dowodzenia:
  - Szkoła Chorążych;
  - Podoficerska Szkoła Zawodowa;
  - Szkoła Podchorążych Rezerwy;
  - Szkoła Młodszych Specjalistów;
  - Kursy
  - Batalion Zabezpieczenia i Obsługi (bzio)

## Komendanci
- gen bryg. dr inż. Bronisław Peikert (1991-1997)
- płk mgr inż. Jerzy Balcerkowski